# Gedeon József (színigazgató)
Gedeon József (Gyula, 1956. március 23. – 2016. november 25.) a Gyulai Várszínház igazgatója, művészeti menedzser, bölcsész-tanár, számos helyi klub, országos és nemzetközi egyesület alapítója, elnökségi tagja volt.

## Élete, pályafutása
Gyerekkorában zeneiskolában tanult trombitálni és zongorázni. 17 éves korában dolgozott először a Gyulai Várszínházban: a várkapu felé vezető út mentén a történelmi hangulatot fokozó fáklyás alabárdosok egyike volt. 1973-tól statisztaként több helyen is színpadra kerülhetett. Ekkor ejtette rabul a színház világa. Középiskolás korában az iskola diákszínjátszó csoportjával megnyerték a szentesi Országos Diákszínjátszó Találkozót Saint-Exupéry A kis herceg című darabjával, amelyben a pilótát alakította.
Legmagasabb képesítéseit a Szegedi Egyetem magyar bölcsész és tanári szakán és az Iparművészeti Egyetem művészeti menedzser szakán szerezte. 1991-ig dolgozott általános iskolai – angol- és magyar- – tanárként, ami mellett már akkoriban jazzklubot, valamint a Fiatal Értelmiségiek Klubját vezette, és koncerteket, filmklubot szervezett. 1991–1995 között a gyulai önkormányzatnál kulturális osztályvezetőként dolgozott. 1992-ben merült fel benne egy a gyulai várban rendezendő jazzfesztivál ötlete, amellyel megkereste Sík Ferencet, a Várszínház akkori művészeti vezetőjét, aki helyet adott az elképzelésnek. Az azóta már nemzetközivé vált fesztivál a legjelentősebb magyar jazz-zenészeket fogadta, 1999-től pedig már világhírű külföldi muzsikusok is felléptek. A Gyulai Vár Jazz Fesztivált 2011-ben már huszadik alkalommal rendezték meg.
1995-ben pályázat útján került a Gyulai Várszínház élére. Vezetése alatt a nyári évad hathetes összművészeti fesztivállá bővült – új színházi bemutatókkal, vendégelőadásokkal a művészetek minden ágát megmutatva –; művészeti vezetőként ő állította össze a színház programjait is.
1995-től haláláig volt elnökségi tagja a Magyar Művészeti Fesztiválok Szövetségének. 1997-ben Mátyás Irénnel, a Zsámbéki Szombatok igazgatójával kezdeményezte a Szabadtéri Színházak Szövetsége szervezet létrejöttét, melybe a legnagyobb és legrégebben működő szabadtéri színházak tömörültek. 2006-ban egyik kezdeményezője és alapítója volt az Európai Shakespeare Fesztiválok Hálózatának (European Shakespeare Festivals Network), amely hivatalosan 2010-től működik, így ennek az egyik jelentős tagfesztiválja lett a gyulai nemzetközi Shakespeare Fesztivál is. A Színikritikusok Díja 2005/2006 szavazáson hárman is különdíjra jelölték a Gyulai Várszínház programjaiért.
Ezek mellett 1989-ben alapító szervezője, majd szervező titkára volt az országos Erkel Ferenc Társaságnak, 1991-től a gyulai Magyar–Brit Baráti Társaság alapító elnöke is volt. 1999-ben a budapesti Kráter Műhely Egyesület Kiadó gondozásában jelent meg A brit oroszlán hétköznapjai című könyve. Magánemberként szívesen utazott, tájékozódott a kulturális eseményekről, külföldi és hazai zenei és színházi fesztiválokon.
Lánya Gedeon Lívia.
2016. november 25-én hunyt el súlyos betegségben. Márta István Facebook-bejegyzésében megemlékezett arról is, hogy Gedeon József „2008-ban részt vett a Magyar Fesztivál Regisztrációs és Minősítési Program megalapításában, és aktív szerepet vállalt az előadó-művészeti törvény létrehozásában is”. Emlékére és tiszteletére a Szabadtéri Színházak Szövetsége a 2007-ben alapított Amfiteátrum díjat létrehozásának tizedik évfordulóján átnevezte Gedeon József Amfiteátrum díjra, melyet először Szomor György színész, énekes, zeneszerző vehetett át.

## Munkássága

### Rendezései
- Hamvas Béla: Karnevál – felolvasószínház (Gyulai Várszínház, 2007)[17]
- Márai Sándor, Hamvas Béla, Weöres Sándor: Füves könyvek – Az Élet nagy kérdései (Gyulai Várszínház, 2012)[18]

### Kiadványok
Könyv:
- A brit oroszlán hétköznapjai (avagy egy jól működő demokrácia magyar szemmel). 1999.[19]

Több, a Gyulai Várszínház által kiadott könyv felelős szerkesztője-kiadója:
- Jazz a várban: A gyulai jazzfesztiválok két évtizede (2011)[20]
- 50 évad a Gyulai Várszínházban (2013)[21]
- Drámák az 1566-os gyulai várvédelemről (2014)[22]

Felelős szerkesztője-kiadója több, a Várszínház kiadásában megjelent CD-nek:
- Simonyi Imre: Természetes halál (2005)[23]
- Hommage á Erkel (2011)[24]
- Vukán trió: Vihar (2013)[25]

Zenei írásai jazz- és rockzenei témában több országos és helyi folyóiratban, lapban, internetes portálon (Magyar Ifjúság, JazzStudium, Jazz, Bárka, JazzMa, Békés Megyei Hírlap, Gyulai Hírlap) jelentek meg, novellája a Vigíliában látott napvilágot.

### Gyulai kulturális élet

#### Korai kulturális tevékenysége, fesztiválok

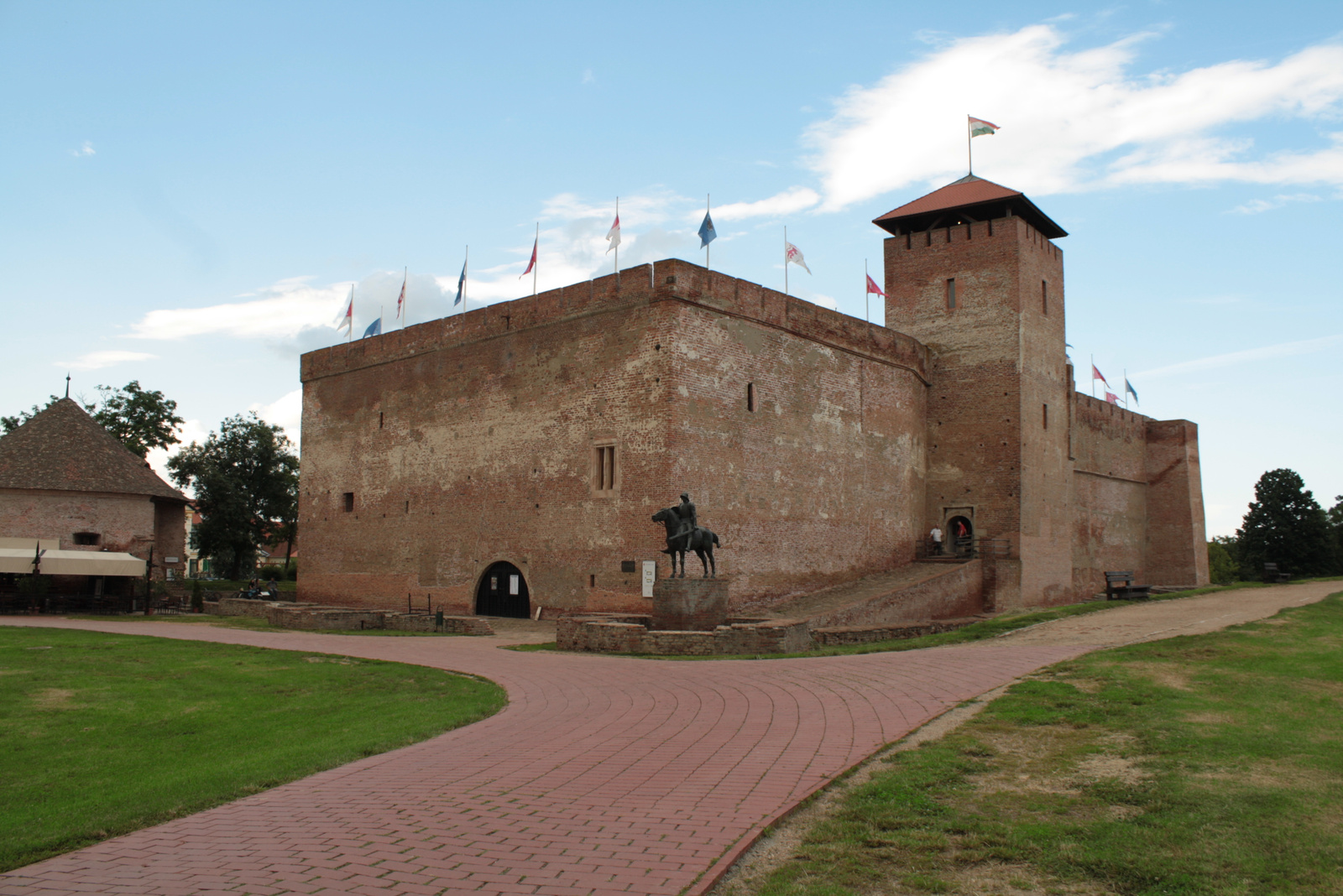
Gyula, Belső vár

Gyerekként zeneiskolába járt, a blues-, a jazz- és a rockirányzatok már akkor érdekelték, olyannyira, hogy az angol nyelv tanulására is ezek ösztönözték. 1974-ben részt vett a Debreceni Jazznapokon – amely akkor már nemzetközi fesztivál volt –, ahol megismertette a jazz lényegét, a felszabadult, kötetlen improvizációt. A főiskolai rádióban már jazzműsorokat készített. Ugyanitt rábízták a filmklub vezetését is, amelyet később Gyulán is megszervezett és tovább vezetett. A tanítóképző után visszatért Gyulára, a katonaság után elvégezte Nyíregyházán a Tanárképző Főiskola magyar nyelv és irodalom szakát. Gyulán a III. Sz. Általános Iskolában magyar nyelv és irodalmat tanított, de itt – mint a műfaj iránt érdeklődő tanárnak – lehetősége nyílt, hogy a nyolcadikosoknak énekórákon jazzórát tartson, majd 1982-től a művelődési házban szervezett jazzklubot (amely 2006-ban indult később újra). Ekkor kezdett koncerteket szervezni, miközben járta a hazai és külföldi fesztiválokat, melyekről tudósításokat írt a Hartyándi Jenő által szerkesztett Jazz Studiumba és más lapokba is. 1982-ben megszervezte és vezette a gyulai Fiatal Értelmiségiek Klubját, ahova neves művészeket, írókat, újságírókat, sportolókat, képzőművészeket hívtak meg előadást tartani. Majd 1991-ben pályázati úton az önkormányzat kulturális és oktatási osztályának élére került, aminek köszönhetően újra szoros kapcsolatba került a Várszínházzal.
A Gyulai Vár Jazz Fesztivál és a Gyulai Várszínház Összművészeti Fesztivál
A jazzfesztivál rendezésének ötletével 1992 elején kereste meg Sík Ferenc igazgatót, mivel a zene addig nem volt jelen a színház programjában, s a kezdeményezés nyitott kapukra talált. A cél az volt, hogy a mainstream (középutas) jazz mellett másfajta irányzatok is megjelenjenek, mint például a jazz és a világzene ötvözete vagy a magyaros vonulat, tehát azok is, akik tágítják a műfaji határokat. Két évtized alatt több mint száz együttes lépett fel a fesztiválon. A koncerteken eleinte hazai együttesek léptek fel, aztán Kelet-Európából is hívtak előadókat, végül világsztárok is jöttek. Az egyik legnagyobb érdeklődés Al Di Meola koncertjét kísérte, aki előtte több évig nem járt Magyarországon.
1996-tól fokozatosan kibővítve a Gyulai Várszínház nyári programjait egy évente, június végétől augusztus elejéig tartó, hathetes összművészeti fesztivál született, ahol a prózai és zenés színház mellett (melyben évente három-négy új színházi bemutatót tartanak a Várszínház önálló produkciójaként vagy más színházzal közösen) fontos szerepe van a zene és a tánc különböző műfajainak, de a képzőművészetnek, filmművészetnek is. A rendezvénysorozat részévé vált a kétévente megrendezésre kerülő Irodalmi Humor Fesztivál és a Halmos Béla Népzenei és Világzenei Fesztivál is. Emellett igazgatása alatt októbertől március végéig tartó kamaratermi programokkal is bővült a Várszínház programja, melyben színházi előadások, önálló estek, zenei koncertek, filmvetítések, nemzetközi estek, táncelőadások kerülnek színre, majd 1999-ben a Kamaraterem előterében megnyitotta a Kamaragalériát, ahol rendszeresen neves képző- és fotóművészek alkotásait állítják ki. Ez utóbbin aláírásokat is gyűjtött, melyeket elemzett is, mivel grafológus végzettséggel is rendelkezett.
1997-től Benkó Sándor megkeresésével kezdve nyolc éven keresztül a jazzfesztivál második napja dixielandzenével bővült a Tószínpadon, Westel Dixie Fesztivál néven, amit 2006-ban a blues váltott fel, azóta rendezik meg évente a Vár Blues Fesztivált.
2009-től a gyulai jazzfesztivál tagja az Európai Jazzfesztiválok Hálózatának (rövidítése: EJN).

#### Shakespeare Fesztivál

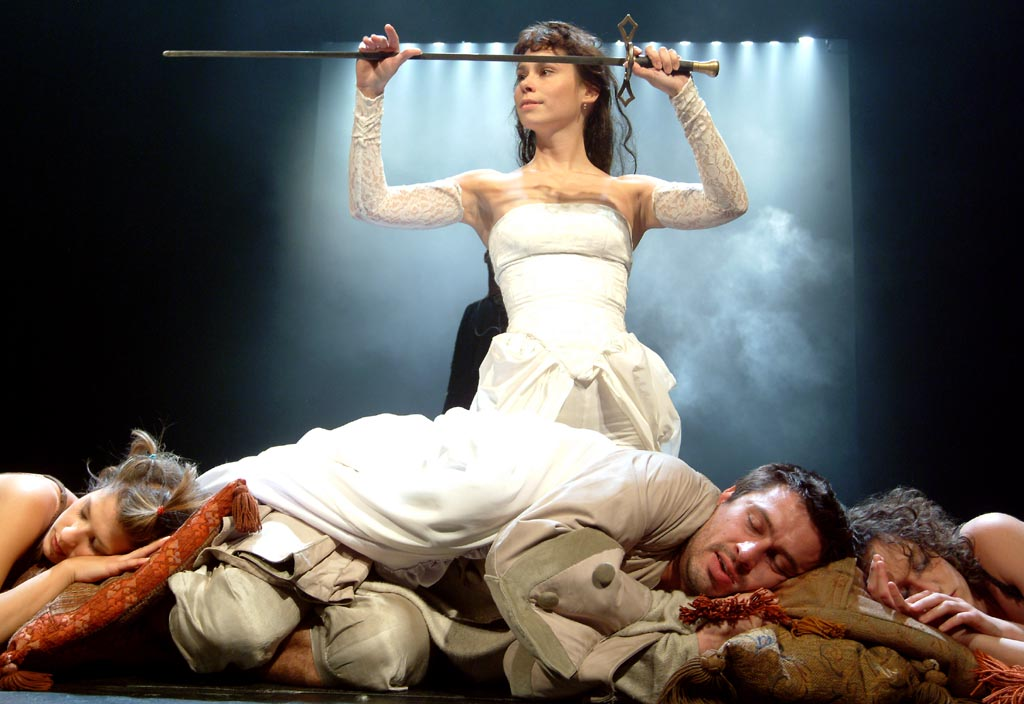
A 2004-ben, az Új Színház és a Gyulai Várszínház együttműködésében létrejött Szentivánéji álom című előadás a neussi Shakespeare Fesztiválon 2007-ben

Az angol kultúra és Shakespeare mindig érdekelte. Kétszer is nyert el brit ösztöndíjat, melyeknek köszönhetően megismerhette Nagy-Britanniát – ebből a tapasztalatból született meg könyve is 1999-ben. Előbb 1993-ban a londoni kulturális, 1995-ben pedig a színházi életet tanulmányozhatta pár hónapig. Ennek hatására is, 1999-től évente egy-egy Shakespeare-darab új bemutatóját tartották a Gyulai Várszínházban. Később aztán ebből nőtt ki – az Összművészeti Fesztiválon belül – a 2005 óta, július elején tartott, kéthetes, nemzetközi Shakespeare Fesztivál, melyre a világ legjelentősebb előadásait és rendezőit sikerült elhívni, például: Eimuntas Nekrošius és Oskaras Koršunovas litván rendezőket, a grúz Robert Sturuát, a román Silviu Purcăretet, Andrei Șerbant vagy az angol Peter Brookot, a belga Luk Percevalt. Természetesen a legnevesebb hazai és határon túli magyar Shakespeare-előadások, rendezők, színészek is szerepelnek a programban, hiszen az angol nyelvű országokon kívül Magyarországon is a legnépszerűbb színpadi szerző Shakespeare, egy évben 30–40 bemutató is van a színházakban.
A fesztiválon nem osztanak díjakat, a rangot a fesztiválra történő meghívás adja. A gyulai rendezvénynek komoly nemzetközi kapcsolatai és sikerei, elismerő kritikái vannak szerte Európában (így például a német Theater heute vagy angol New Theatre Quarterly részéről).
2006-ban Gedeon József – Emil Boroghinával, a craiovai Shakespeare Fesztivál igazgatójával közösen – kezdeményezője és alapítója volt az Európai Shakespeare Fesztiválok Hálózatának (European Shakespeare Festivals Network), amelyet hivatalosan 2010-ben jegyeztek be Gdańskban.
Az European Shakespeare Festivals Network (EJSN) tagfesztiválok információt, műsort cserélnek, közösen pályáznak, s rendszeresen találkoznak egymás fesztiváljain. A gyulai fesztiválon kiállítások, szakmai konferenciák, filmek, koncertek, workshopok kísérik az előadásokat, és Shakespeare-korabeli gasztronómia is színesíti a programot.
A EJSN-ben részt vevő országok: Csehország, Dánia, Lengyelország, Magyarország, Nagy-Britannia, Németország, Örményország, Románia, Spanyolország.

## Díjak, elismerések
- 2009 „Kiváló Polgár” cím (a Gyulai Várszínház elismertségének növelésében, a város hírnevének öregbítésében kifejtett munkásságának elismeréseként)[39]
- 2013 Hevesi Sándor-díj